# Liste der Monuments historiques in Saint-Quay-Portrieux
Die Liste der Monuments historiques in Saint-Quay-Portrieux führt die Monuments historiques in der französischen Gemeinde Saint-Quay-Portrieux auf.

## Liste der Bauwerke
| Bezeichnung    | Beschreibung              | Standort                               | Kennzeichnung | Schutzstatus | Datum | Bild           |
| -------------- | ------------------------- | -------------------------------------- | ------------- | ------------ | ----- | -------------- |
| Cinéma-dancing |                           | Place Jean-Baptiste Barat (Lage)       | PA00135258    | Inscrit      | 1995  |                |
| Villa Kermor   | Erbaut im 19. Jahrhundert | 13, rue du Président Le Sénécal (Lage) | PA22000054    | Inscrit      | 2017  | weitere Bilder |

## Liste der Objekte
- Monuments historiques (Objekte) in Saint-Quay-Portrieux in der Base Palissy des französischen Kultusministeriums